# Team Paradise
Team Paradise est une équipe senior de patinage synchronisé de Saint-Pétersbourg, en Russie. Elles sont triples Championnes du mondes (2016,2017 et 2019) et remporte la médaille de Bronze aux Championnat du Monde en 2015. Elles sont également Championnes de Russie de manière quasi ininterrompue depuis 1999.
Depuis l'invasion de l'Ukraine par la Russie en 2022, l'ISU a banni les athlètes Russes et Biélorusses des compétitions jusqu'à nouvel ordre. L'équipe n'a donc plus la possibilité de participer aux compétitions internationales.

## Histoire
L'équipe fut créée à l'initiative de la directrice de l'école de patinage artistique du Palais de Sport Yubileiny, Tatiana Menshikova. Le nom de l'équipe "paradise" est inspiré par le Tsar Pierre Ier le Grandfondateur de Saint Petersbourg, la ville dont est originaire l’équipe, et qu'il qualifiait de "mon paradis".
C'est la patineuse en solo de longue date de la compagnie de ballet sur glace "Leningrad ice ballet" Irina Yakovlev, également artiste émérite et entraîneur émérite de Russie qui sera invité à entraîner l'équipe dès 1994. Puis 1996 elle sera rejointe par son mari Alexander Yakovlev. Depuis 2014 l'équipe d'entraîneurs a été rejointe par Elena Chernova, une ancienne patineuse de l'équipe, sacrée 14 fois championne de Russie de Patinage Synchronisé.

### Premières Compétitions
Après avoir fait une première représentation à la cérémonie d'ouverture des Goodwill Games de 1994,en novembre de la même année elles obtiennent une médaille de bronze au premier championnat de Russie de patinage synchronisé. Cinq ans plus tard elles obtiendront leur premier titre de championnes nationales et en 2001 elles remporteront leur première compétition internationale, la French Cup.

## Résultats Compétitifs

### Résultats Compétitifs (2018 - 2022)
| International         | International | International | International | International | International |
| Compétition           | 2018-19       | 2019-20       | 2020-21       | 2021-22       | 2022-23       |
| --------------------- | ------------- | ------------- | ------------- | ------------- | ------------- |
| Championnats du Monde | 1re           |               |               |               |               |
| Finlandia Trophy      | 1re           |               |               | 1re           |               |
| Neuchâtel Trophy      |               |               |               |               | 1re           |
| National              |               |               |               |               |               |
| Compétition           | 2018-19       | 2019-20       | 2020-21       | 2021-22       | 2022-23       |
| Championnat de Russie | 1re           | 1re           | 1re           | 2e            | 1re           |
| Coupe de Russie       |               |               |               | 1re           | 1re           |

### Résultats compétitifs (2009 - 2017)
| International                    | International | International | International | International | International | International | International | International | International |
| Compétition                      | 2009-10       | 2010-11       | 2011-12       | 2012-13       | 2013-14       | 2014-15       | 2015-16       | 2016-17       | 2017-18       |
| -------------------------------- | ------------- | ------------- | ------------- | ------------- | ------------- | ------------- | ------------- | ------------- | ------------- |
| Championnats du Monde            | 7e            | 7e            | 5e            | 5e            | 4e            | 3e            | 1re           | 1re           | 3e            |
| Championnats du Monde            |               |               |               |               | [ 5 ]         | [ 6 ]         | [ 7 ]         | [ 8 ]         |               |
| Grand Prix Final                 |               |               |               |               |               |               | 1re           |               |               |
| Grand Prix Final                 |               |               |               |               |               | [ 9 ]         |               |               |               |
| Finlandia Trophy                 |               |               |               | 3e            | 2e            | 2e            | 2e            | 1re           | 2e            |
| Finlandia Trophy                 |               |               |               | [ 10 ]        | [ 11 ]        | [ 12 ]        | [ 13 ]        | [ 14 ]        | [ 15 ]        |
| French Cup                       | 4e            |               | 3e            | 2e            | 4e            |               | 1re           | 1re           | 1re           |
| French Cup                       | [ 16 ]        |               | [ 16 ]        | [ 17 ]        | [ 18 ]        |               | [ 19 ]        | [ 20 ]        | [ 21 ]        |
| London Synchrofest International |               |               | 4e            |               |               |               |               |               |               |
| London Synchrofest International |               | [ 22 ]        |               |               |               |               |               |               |               |
| Neuchâtel Trophy                 |               |               |               |               | 1re           |               | 1re           |               |               |
| Neuchâtel Trophy                 |               |               |               |               | [ 23 ]        |               | [ 24 ]        |               |               |
| ISU Shanghai Trophy              |               |               |               |               |               |               | 1re           |               |               |
| ISU Shanghai Trophy              |               |               |               |               |               | [ 25 ]        |               |               |               |
| Zagreb Snowflakes Trophy         |               | 1re           | 1re           | 1re           | 1re           |               |               |               |               |
| Zagreb Snowflakes Trophy         |               | [ 26 ]        | [ 26 ]        | [ 26 ]        | [ 27 ]        |               |               |               |               |

### Résultats compétitifs (1999 - 2009)
| International            | International | International | International | International | International | International | International | International | International | International |
| Compétition              | 1999-00       | 2000-01       | 2001-02       | 2002-03       | 2003-04       | 2004-05       | 2005-06       | 2006-07       | 2007-08       | 2008-09       |
| ------------------------ | ------------- | ------------- | ------------- | ------------- | ------------- | ------------- | ------------- | ------------- | ------------- | ------------- |
| Championnats du Monde    | 9e            | 8e            | 7e            | 7e            | 8e            | 9e            | 5e            | 7e            | 8e            | 10e           |
| Championnats du Monde    |               |               |               | [ 16 ]        | [ 16 ]        |               | [ 16 ]        | [ 16 ]        |               |               |
| Finlandia Cup            | 8e            |               | 4e            |               |               |               |               |               |               |               |
| Finlandia Cup            | [ 28 ]        |               | [ 29 ]        |               |               |               |               |               |               |               |
| French Cup               | 7e            | 1re           | 2e            | 3e            | 1re           | 3e            |               |               | 4e            | 5e            |
| French Cup               | [ 30 ]        | [ 16 ]        | [ 31 ]        | [ 16 ]        | [ 16 ]        | [ 16 ]        |               |               | [ 16 ]        | [ 16 ]        |
| Neuchâtel Trophy         |               |               |               |               |               |               |               | 1re           |               |               |
| Neuchâtel Trophy         |               |               |               |               |               |               | [ 32 ]        |               |               |               |
| Prague Cup               |               |               |               |               |               | 5e            |               |               | 2e            | 4e            |
| Prague Cup               |               |               |               |               |               | [ 33 ]        |               |               | [ 34 ]        | [ 35 ]        |
| Spring Cup               |               |               |               |               | 1re           |               |               |               |               |               |
| Spring Cup               |               |               |               | [ 36 ]        |               |               |               |               |               |               |
| Zagreb Snowflakes Trophy |               |               |               |               |               |               | 1re           | 1re           | 1re           |               |
| Zagreb Snowflakes Trophy |               |               |               |               |               |               | [ 26 ]        | [ 26 ]        | [ 26 ]        |               |